# La Liga de 1988–89
A Temporada 1988/89 do Campeonato Espanhol de Futebol corresponde à 58ª edição deste campeonato. Começou o 3 de setembro de 1988 e terminou o 25 de junho de 1989.
O Real Madri sagrou-se campeão pela quarta vez consecutiva. A equipe madrilenha conseguiu, ademais, o quarto "doblete" de sua história, ao conquistar também a Copa do Rei.

## Clubes participantes e estádios
Fizeram parte na competição 20 equipes.
| Equipes                        | Cidade        | Estádio               |
| ------------------------------ | ------------- | --------------------- |
| Athletic Clube                 | Bilbao        | San Mamés             |
| Clube Atlético de Madri        | Madri         | Vicente Calderón      |
| Futebol Clube Barcelona        | Barcelona     | Camp Nou              |
| Real Betis Balompié            | Sevilla       | Benito Villamarín     |
| Cádiz Clube de Futebol         | Cádiz         | Ramón de Carranza     |
| Real Clube Celta de Vigo       | Vigo          | Balaídos              |
| Elche Clube de Futebol         | Elche         | Martínez Valero       |
| Real Clube Desportivo Espanhol | Barcelona     | Sarriá                |
| Clube Desportivo Logroñés      | Logroño       | As Gaunas             |
| Clube Atlético Osasuna         | Pamplona      | O Sadar               |
| Real Madri Clube de Futebol    | Madri         | Santiago Bernabeu     |
| Clube Desportivo Málaga        | Málaga        | A Rosaleda            |
| Real Múrcia Clube de Futebol   | Múrcia        | A Condomina           |
| Real Oviedo Clube de Futebol   | Oviedo        | Carlos Tartiere       |
| Real Sociedade de Futebol      | San Sebastián | Atocha                |
| Sevilla Futebol Clube          | Sevilla       | Ramón Sánchez Pizjuán |
| Real Sporting de Gijón         | Gijón         | O Molinón             |
| Valencia Clube de Futebol      | Valencia      | Mestalla              |
| Real Valladolid Desportivo     | Valladolid    | Novo José Zorrilla    |
| Real Zaragoza Clube Desportivo | Zaragoza      | A Romareda            |

## Classificação

### Classificação final
| Pos | Equipes           | PJ | PG | PE | Pg | GF | GC | DG  | Pts |
| --- | ----------------- | -- | -- | -- | -- | -- | -- | --- | --- |
| 1   | Real Madri        | 38 | 25 | 12 | 1  | 91 | 37 | 54  | 62  |
| 2   | Barcelona         | 38 | 23 | 11 | 4  | 80 | 26 | 54  | 57  |
| 3   | Valencia          | 38 | 18 | 13 | 7  | 39 | 26 | 13  | 49  |
| 4   | Atlético de Madri | 38 | 19 | 8  | 11 | 69 | 45 | 24  | 46  |
| 5   | Real Zaragoza     | 38 | 15 | 13 | 10 | 48 | 42 | 6   | 43  |
| 6   | Real Valladolid   | 38 | 18 | 7  | 13 | 40 | 31 | 9   | 43  |
| 7   | Athletic Clube    | 38 | 15 | 12 | 11 | 45 | 35 | 10  | 42  |
| 8   | Celta de Vigo     | 38 | 14 | 11 | 13 | 42 | 48 | -6  | 39  |
| 9   | Sevilla           | 38 | 13 | 12 | 13 | 38 | 39 | -1  | 38  |
| 10  | Osasuna           | 38 | 13 | 11 | 14 | 39 | 43 | -4  | 37  |
| 11  | Real Sociedade    | 38 | 11 | 14 | 13 | 38 | 47 | -9  | 36  |
| 12  | Real Oviedo       | 38 | 12 | 11 | 15 | 41 | 48 | -7  | 35  |
| 13  | Sporting de Gijón | 38 | 13 | 9  | 16 | 42 | 42 | 0   | 35  |
| 14  | Logroñés          | 38 | 9  | 16 | 13 | 25 | 37 | -12 | 34  |
| 15  | Cádiz             | 38 | 9  | 15 | 14 | 31 | 41 | -10 | 33  |
| 16  | Málaga            | 38 | 12 | 9  | 17 | 39 | 53 | -14 | 33  |
| 17  | Espanyol          | 38 | 7  | 16 | 15 | 29 | 44 | -15 | 30  |
| 18  | Real Betis        | 38 | 9  | 11 | 18 | 36 | 55 | -19 | 29  |
| 19  | Real Múrcia       | 38 | 9  | 6  | 23 | 27 | 58 | -31 | 24  |
| 20  | Elche             | 38 | 4  | 7  | 27 | 29 | 71 | -42 | 15  |

PJ = Partidas jogadas; PG = Partidas ganhas; PE = Partidas empatadas; #PP = Partidas perdidas; GF = Gols a favor ; GC = Gols na contramão; DG = Diferencia de gols; Pts = Pontos
| Copa de Europa 1989-90                              |
| Copa da UEFA 1989-90                                |
| Recopa de Europa 1989-90                            |
| Classificado para a permanência na Primeira Divisão |
| Desce a Segunda Divisão                             |

### Evolução da classificação
| Equipo / Jornada | 1  | 2  | 3  | 4  | 5  | 6  | 7  | 8  | 9  | 10 | 11 | 12 | 13 | 14 | 15 | 16 | 17 | 18 | 19 | 20 | 21 | 22 | 23 | 24 | 25 | 26 | 27 | 28 | 29 | 30 | 31 | 32 | 33 | 34 | 35 | 36 | 37 | 38 |
| Equipo / Jornada |    |    |    |    |    |    |    |    |    |    |    |    |    |    |    |    |    |    |    |    |    |    |    |    |    |    |    |    |    |    |    |    |    |    |    |    |    |    |
| ---------------- | -- | -- | -- | -- | -- | -- | -- | -- | -- | -- | -- | -- | -- | -- | -- | -- | -- | -- | -- | -- | -- | -- | -- | -- | -- | -- | -- | -- | -- | -- | -- | -- | -- | -- | -- | -- | -- | -- |
| Real Madrid      | 9  | 10 | 11 | 8  | 5  | 2  | 2  | 1  | 1  | 1  | 1  | 1  | 2  | 2  | 1  | 1  | 1  | 1  | 1  | 1  | 1  | 1  | 1  | 1  | 1  | 1  | 1  | 1  | 1  | 1  | 1  | 1  | 1  | 1  | 1  | 1  | 1  | 1  |
| Barcelona        | 3  | 1  | 3  | 2  | 2  | 1  | 1  | 2  | 2  | 2  | 2  | 2  | 1  | 1  | 2  | 2  | 2  | 2  | 2  | 2  | 2  | 2  | 2  | 2  | 2  | 2  | 2  | 2  | 2  | 2  | 2  | 2  | 2  | 2  | 2  | 2  | 2  | 2  |
| Valencia         | 11 | 7  | 8  | 3  | 7  | 7  | 7  | 3  | 6  | 9  | 4  | 6  | 5  | 6  | 5  | 4  | 3  | 4  | 5  | 5  | 5  | 4  | 4  | 3  | 3  | 3  | 3  | 3  | 3  | 3  | 3  | 3  | 3  | 3  | 3  | 3  | 3  | 3  |
| At. Madrid       | 17 | 19 | 20 | 20 | 15 | 13 | 9  | 6  | 3  | 6  | 5  | 4  | 4  | 4  | 3  | 5  | 5  | 3  | 3  | 3  | 3  | 3  | 3  | 5  | 4  | 5  | 5  | 5  | 5  | 4  | 4  | 4  | 4  | 4  | 4  | 4  | 4  | 4  |
| Zaragoza         | 12 | 16 | 15 | 16 | 14 | 17 | 17 | 13 | 14 | 14 | 14 | 13 | 15 | 14 | 15 | 14 | 14 | 14 | 13 | 12 | 14 | 11 | 12 | 14 | 14 | 12 | 14 | 13 | 12 | 10 | 9  | 7  | 6  | 6  | 6  | 6  | 6  | 5  |
| Valladolid       | 1  | 8  | 4  | 12 | 6  | 5  | 8  | 11 | 8  | 7  | 11 | 11 | 11 | 9  | 7  | 7  | 6  | 8  | 6  | 8  | 8  | 6  | 9  | 10 | 9  | 9  | 8  | 7  | 7  | 6  | 6  | 5  | 5  | 5  | 5  | 5  | 5  | 6  |
| Athletic         | 2  | 2  | 1  | 1  | 1  | 3  | 6  | 8  | 11 | 13 | 13 | 12 | 13 | 15 | 14 | 10 | 10 | 12 | 10 | 10 | 10 | 8  | 7  | 7  | 7  | 7  | 7  | 6  | 8  | 8  | 8  | 10 | 9  | 9  | 8  | 7  | 7  | 7  |
| Celta            | 4  | 5  | 6  | 5  | 3  | 6  | 3  | 4  | 5  | 11 | 9  | 8  | 9  | 8  | 10 | 12 | 9  | 7  | 8  | 7  | 6  | 5  | 5  | 6  | 5  | 4  | 4  | 4  | 4  | 5  | 5  | 6  | 7  | 7  | 7  | 9  | 8  | 8  |
| Sevilla          | 19 | 13 | 5  | 9  | 8  | 8  | 5  | 7  | 4  | 3  | 3  | 3  | 3  | 3  | 4  | 3  | 4  | 5  | 9  | 9  | 9  | 10 | 11 | 13 | 12 | 10 | 9  | 8  | 6  | 7  | 7  | 8  | 10 | 10 | 9  | 8  | 9  | 9  |
| Osasuna          | 10 | 4  | 9  | 11 | 13 | 11 | 11 | 10 | 12 | 10 | 8  | 7  | 6  | 7  | 9  | 9  | 12 | 10 | 7  | 6  | 4  | 7  | 6  | 4  | 6  | 6  | 6  | 9  | 9  | 11 | 10 | 9  | 8  | 8  | 10 | 10 | 10 | 10 |
| R.Sociedad       | 14 | 11 | 12 | 10 | 11 | 14 | 10 | 9  | 10 | 4  | 7  | 10 | 10 | 10 | 11 | 13 | 11 | 11 | 12 | 13 | 12 | 12 | 13 | 8  | 11 | 14 | 12 | 12 | 11 | 9  | 11 | 11 | 11 | 12 | 12 | 13 | 13 | 11 |
| Oviedo           | 5  | 12 | 14 | 13 | 17 | 15 | 16 | 16 | 16 | 16 | 16 | 15 | 14 | 11 | 8  | 8  | 7  | 9  | 11 | 11 | 11 | 13 | 10 | 12 | 10 | 11 | 13 | 14 | 14 | 15 | 14 | 14 | 14 | 13 | 11 | 12 | 12 | 12 |
| Sporting         | 6  | 6  | 7  | 4  | 9  | 12 | 14 | 12 | 9  | 8  | 6  | 5  | 7  | 5  | 6  | 6  | 8  | 6  | 4  | 4  | 7  | 9  | 8  | 9  | 8  | 8  | 10 | 11 | 13 | 13 | 12 | 12 | 12 | 11 | 13 | 11 | 11 | 13 |
| Logroñés         | 7  | 3  | 2  | 6  | 4  | 4  | 4  | 5  | 7  | 5  | 10 | 9  | 8  | 12 | 12 | 11 | 13 | 13 | 14 | 14 | 13 | 14 | 14 | 11 | 13 | 13 | 11 | 10 | 10 | 12 | 13 | 13 | 13 | 15 | 15 | 14 | 15 | 14 |
| Cádiz            | 13 | 17 | 19 | 19 | 20 | 20 | 20 | 19 | 15 | 15 | 15 | 16 | 16 | 16 | 16 | 16 | 16 | 16 | 16 | 16 | 17 | 18 | 16 | 16 | 15 | 15 | 15 | 15 | 16 | 14 | 15 | 15 | 15 | 16 | 16 | 16 | 16 | 15 |
| Málaga           | 15 | 15 | 18 | 15 | 16 | 18 | 15 | 14 | 13 | 12 | 12 | 14 | 12 | 13 | 13 | 15 | 15 | 15 | 15 | 15 | 16 | 15 | 15 | 15 | 16 | 17 | 16 | 16 | 15 | 16 | 16 | 16 | 16 | 14 | 14 | 15 | 14 | 16 |
| Espanyol         | 18 | 9  | 10 | 7  | 10 | 9  | 13 | 17 | 17 | 18 | 19 | 17 | 17 | 17 | 17 | 18 | 18 | 18 | 19 | 19 | 19 | 19 | 19 | 19 | 18 | 16 | 17 | 18 | 17 | 18 | 18 | 17 | 17 | 17 | 17 | 17 | 17 | 17 |
| Betis            | 16 | 18 | 13 | 14 | 18 | 19 | 19 | 18 | 19 | 17 | 18 | 19 | 19 | 18 | 18 | 17 | 17 | 17 | 18 | 18 | 18 | 17 | 18 | 17 | 17 | 19 | 18 | 17 | 18 | 17 | 17 | 18 | 18 | 18 | 18 | 18 | 18 | 18 |
| Murcia           | 8  | 14 | 16 | 18 | 12 | 10 | 12 | 15 | 18 | 19 | 17 | 18 | 18 | 19 | 19 | 19 | 19 | 19 | 17 | 17 | 15 | 16 | 17 | 18 | 19 | 18 | 19 | 19 | 19 | 19 | 19 | 19 | 19 | 19 | 19 | 19 | 19 | 19 |
| Elche            | 20 | 20 | 17 | 17 | 19 | 16 | 18 | 20 | 20 | 20 | 20 | 20 | 20 | 20 | 20 | 20 | 20 | 20 | 20 | 20 | 20 | 20 | 20 | 20 | 20 | 20 | 20 | 20 | 20 | 20 | 20 | 20 | 20 | 20 | 20 | 20 | 20 | 20 |

## Máximos goleadores (Troféu Pichichi)
Depois de conseguir o Troféu Pichichi de Segunda Divisão a temporada anterior com o Celta de Vigo, Baltazar repetiu em Primeira Divisão, agora nas bichas do Atlético de Madri. O atacante brasileiro foi o
máximo goleador da categoria com o segundo melhor registro da história, 35 golos, depois dos 38 de Telmo Zarra em 1951. O registro permitiu-lhe também obter a Bota de Bronze como terceiro maior goleador das unes européias esta temporada.

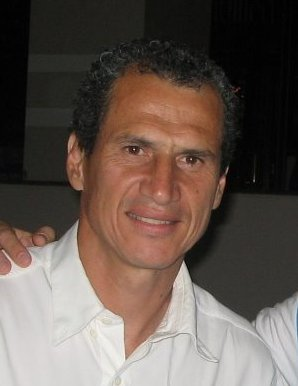
Baltazar conseguiu superar a Hugo Sánchez.

| Pos. | Jogador           | Equipes           | Gols |
| ---- | ----------------- | ----------------- | ---- |
| 1º   | Baltazar          | Atlético de Madri | 35   |
| 2º   | Hugo Sánchez      | Real Madri        | 27   |
| 3º   | Julio Salinas     | Barcelona         | 20   |
| 4º   | Amarildo Souza    | Celta de Vigo     | 16   |
| 5º   | Emilio Butragueño | Real Madri        | 15   |
| 6º   | Fernando Gómez    | Valencia          | 14   |
| 7º   | Míchel            | Real Madri        | 13   |
|      | Pedro Uralde      | Athletic Clube    | 13   |
| 9º   | Txiki Begiristain | Barcelona         | 12   |
| 10º  | Roberto Fernández | Barcelona         | 11   |

## Outros prêmios

### Troféu Zamora
Depois de vários anos de ostracismo no Real Madri, José Manuel Ochotorena obteve pelo Valencia CF, o Troféu Zamora como goleiro menos goleado do campeonato.

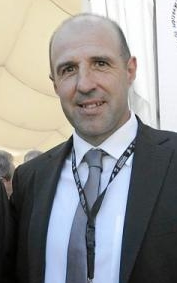
José Manuel Ochotorena conseguiu seu primeiro Zamora.

Para disputar este prêmio do Diário Marca foi necessário disputar 60 minutos em, no mínimo, 28 partidos.
| Pos. | Jogador                 | Equipa          | Gols | Partidas | Média |
| ---- | ----------------------- | --------------- | ---- | -------- | ----- |
| 1º   | José Manuel Ochotorena  | Valencia        | 25   | 37       | 0,67  |
| 2º   | Andoni Zubizarreta      | Barcelona       | 25   | 36       | 0,69  |
| 3º   | Mauro Ravnic Iugoslávia | Real Valladolid | 30   | 37       | 0,81  |
| 4º   | Francisco Buyo          | Real Madri      | 28   | 31       | 0,90  |
| 5º   | Vicente Biurrun         | Athletic Clube  | 35   | 38       | 0,92  |
| 6º   | Jaime Huguet            | Logroñés        | 27   | 29       | 0,93  |
| 7º   | Thomas N'Kono           | Espanyol        | 38   | 37       | 1,02  |
| 8º   | José Ramón Bermell      | Cádiz           | 32   | 30       | 1,06  |
| 9º   | José Luis Chilavert     | Real Zaragoza   | 40   | 37       | 1,08  |
| 10º  | Roberto Santamaría      | Osasuna         | 41   | 37       | 1,10  |